# Cruz do Espírito Santo
Cruz do Espírito Santo là một đô thị thuộc bang Paraíba, Brasil. Đô thị này có diện tích 195,596 km², dân số năm 2007 là 15138 người, mật độ 77,4 người/km².